# Rorýs bělohrdlý
Rorýs bělohrdlý (Aeronautes saxatalis) je pták z řádu svišťounů (Apodiformes). Je zástupce rodu Aeronautes. Vyskytuje se v západní části Severní Ameriky od jižní Britské Kolumbie po Honduras.

## Popis
Rorýs bělohrdlý je středně velký druh rorýse, dosahuje velikosti 15–18 cm a hmotnosti 28–36 g, s průměrnou hmotností 32,5 g. Ocas je štíhlý – jen lehce vykrojený – do 10 mm.
Šat dospělých samců a samic je stejný. Svrchu je černavě hnědý až černý. Brada, hrdlo, hruď a břicho jsou bílé, stejně tak konce per loketních letek a na ně navazující boky jsou bílé. Nad okem má světlejší proužek někdy přecházející ve světlejší čelo.
Je o něco menší než rorýs černý a jen o něco větší než rorýs srpokřídlý. Na rozdíl od obou zmíněných druhů má bílý spodek těla. Oproti rorýsi srpokřídlému má poměrně delší křídla i ocas.

## Chování
Jedná se o pospolitý druh s hejny o velkém počtu jedinců. Hnízdí ve skalních stěnách, srázech a na lidských stavbách. Potravu hledá v letu. Živí se hmyzem.